# 1 (The Beatles)
1 is een in 2000 verschenen verzamelalbum van The Beatles. De titel verwijst naar het feit dat op '1' alle nummer één-hits van The Beatles in Engeland en de Verenigde Staten te vinden zijn. Het album bevat in totaal 27 nummers.

## Nummers
Alle nummers zijn geschreven door John Lennon en Paul McCartney, tenzij anders aangegeven.
1. "Love Me Do" – 2:20
2. "From Me To You" – 1:56
3. "She Loves You" – 2:21
4. "I Want to Hold Your Hand" – 2:24
5. "Can't Buy Me Love" – 2:11
6. "A Hard Day's Night" – 2:33
7. "I Feel Fine" – 2:18
8. "Eight Days a Week" – 2:44
9. "Ticket to Ride" – 3:10
10. "Help!" – 2:18
11. "Yesterday" – 2:05
12. "Day Tripper" – 2:48
13. "We Can Work It Out" – 2:15
14. "Paperback Writer" – 2:18
15. "Yellow Submarine" – 2:38
16. "Eleanor Rigby" – 2:06
17. "Penny Lane" – 2:59
18. "All You Need Is Love" – 3:47
19. "Hello, Goodbye" – 3:27
20. "Lady Madonna" – 2:16
21. "Hey Jude" – 7:04
22. "Get Back" – 3:12
23. "The Ballad of John and Yoko" – 2:59
24. "Something" (George Harrison) – 3:01
25. "Come Together" – 4:18
26. "Let It Be" – 3:50
27. "The Long and Winding Road" – 3:37

## Hitnoteringen

### NederlandseAlbum Top 100
| Hitnotering: (Week 1 t/m 43) 25-11-2000 t/m 15-09-2001 Hitnotering: (Week 44 t/m 46) 29-09-2001 t/m 13-10-2001 Hitnotering: (Week 47 t/m 50) 15-12-2001 t/m 12-01-2002 Hitnotering: (Week 51 t/m 54) 23-03-2002 t/m 13-04-2002 Hitnotering: (Week 55 t/m 58) 10-09-2011 t/m 01-10-2011 Hitnotering: (Week 59 t/m 62) 24-12-2011 t/m 14-01-2012 Hitnotering: (Week 63 t/m 67) 11-02-2012 t/m 10-03-2012 Hitnotering: (Week 68 t/m 69) 04-08-2012 t/m 11-08-2012 Hitnotering: (Week 70) 12-01-2013 Hitnotering: (Week 71 t/m 78) 22-06-2013 t/m 10-08-2013 Hitnotering: (Week 79 t/m 84) 24-08-2013 t/m 28-09-2013 Hitnotering: (Week 85 t/m 86) 12-10-2013 t/m 19-10-2013 Hitnotering: (Week 87) 04-01-2014 Hitnotering: (Week 88) 01-02-2014 Hitnotering: (Week 89 t/m 90) 01-03-2014 t/m 08-03-2014 Hitnotering: (Week 91) 14-06-2014 Hitnotering: (Week 92) 13-06-2015 Hitnotering: (Week 93) 25-07-2015 Hitnotering: (Week 94) 02-01-2016 | Hitnotering: (Week 1 t/m 43) 25-11-2000 t/m 15-09-2001 Hitnotering: (Week 44 t/m 46) 29-09-2001 t/m 13-10-2001 Hitnotering: (Week 47 t/m 50) 15-12-2001 t/m 12-01-2002 Hitnotering: (Week 51 t/m 54) 23-03-2002 t/m 13-04-2002 Hitnotering: (Week 55 t/m 58) 10-09-2011 t/m 01-10-2011 Hitnotering: (Week 59 t/m 62) 24-12-2011 t/m 14-01-2012 Hitnotering: (Week 63 t/m 67) 11-02-2012 t/m 10-03-2012 Hitnotering: (Week 68 t/m 69) 04-08-2012 t/m 11-08-2012 Hitnotering: (Week 70) 12-01-2013 Hitnotering: (Week 71 t/m 78) 22-06-2013 t/m 10-08-2013 Hitnotering: (Week 79 t/m 84) 24-08-2013 t/m 28-09-2013 Hitnotering: (Week 85 t/m 86) 12-10-2013 t/m 19-10-2013 Hitnotering: (Week 87) 04-01-2014 Hitnotering: (Week 88) 01-02-2014 Hitnotering: (Week 89 t/m 90) 01-03-2014 t/m 08-03-2014 Hitnotering: (Week 91) 14-06-2014 Hitnotering: (Week 92) 13-06-2015 Hitnotering: (Week 93) 25-07-2015 Hitnotering: (Week 94) 02-01-2016 | Hitnotering: (Week 1 t/m 43) 25-11-2000 t/m 15-09-2001 Hitnotering: (Week 44 t/m 46) 29-09-2001 t/m 13-10-2001 Hitnotering: (Week 47 t/m 50) 15-12-2001 t/m 12-01-2002 Hitnotering: (Week 51 t/m 54) 23-03-2002 t/m 13-04-2002 Hitnotering: (Week 55 t/m 58) 10-09-2011 t/m 01-10-2011 Hitnotering: (Week 59 t/m 62) 24-12-2011 t/m 14-01-2012 Hitnotering: (Week 63 t/m 67) 11-02-2012 t/m 10-03-2012 Hitnotering: (Week 68 t/m 69) 04-08-2012 t/m 11-08-2012 Hitnotering: (Week 70) 12-01-2013 Hitnotering: (Week 71 t/m 78) 22-06-2013 t/m 10-08-2013 Hitnotering: (Week 79 t/m 84) 24-08-2013 t/m 28-09-2013 Hitnotering: (Week 85 t/m 86) 12-10-2013 t/m 19-10-2013 Hitnotering: (Week 87) 04-01-2014 Hitnotering: (Week 88) 01-02-2014 Hitnotering: (Week 89 t/m 90) 01-03-2014 t/m 08-03-2014 Hitnotering: (Week 91) 14-06-2014 Hitnotering: (Week 92) 13-06-2015 Hitnotering: (Week 93) 25-07-2015 Hitnotering: (Week 94) 02-01-2016 | Hitnotering: (Week 1 t/m 43) 25-11-2000 t/m 15-09-2001 Hitnotering: (Week 44 t/m 46) 29-09-2001 t/m 13-10-2001 Hitnotering: (Week 47 t/m 50) 15-12-2001 t/m 12-01-2002 Hitnotering: (Week 51 t/m 54) 23-03-2002 t/m 13-04-2002 Hitnotering: (Week 55 t/m 58) 10-09-2011 t/m 01-10-2011 Hitnotering: (Week 59 t/m 62) 24-12-2011 t/m 14-01-2012 Hitnotering: (Week 63 t/m 67) 11-02-2012 t/m 10-03-2012 Hitnotering: (Week 68 t/m 69) 04-08-2012 t/m 11-08-2012 Hitnotering: (Week 70) 12-01-2013 Hitnotering: (Week 71 t/m 78) 22-06-2013 t/m 10-08-2013 Hitnotering: (Week 79 t/m 84) 24-08-2013 t/m 28-09-2013 Hitnotering: (Week 85 t/m 86) 12-10-2013 t/m 19-10-2013 Hitnotering: (Week 87) 04-01-2014 Hitnotering: (Week 88) 01-02-2014 Hitnotering: (Week 89 t/m 90) 01-03-2014 t/m 08-03-2014 Hitnotering: (Week 91) 14-06-2014 Hitnotering: (Week 92) 13-06-2015 Hitnotering: (Week 93) 25-07-2015 Hitnotering: (Week 94) 02-01-2016 | Hitnotering: (Week 1 t/m 43) 25-11-2000 t/m 15-09-2001 Hitnotering: (Week 44 t/m 46) 29-09-2001 t/m 13-10-2001 Hitnotering: (Week 47 t/m 50) 15-12-2001 t/m 12-01-2002 Hitnotering: (Week 51 t/m 54) 23-03-2002 t/m 13-04-2002 Hitnotering: (Week 55 t/m 58) 10-09-2011 t/m 01-10-2011 Hitnotering: (Week 59 t/m 62) 24-12-2011 t/m 14-01-2012 Hitnotering: (Week 63 t/m 67) 11-02-2012 t/m 10-03-2012 Hitnotering: (Week 68 t/m 69) 04-08-2012 t/m 11-08-2012 Hitnotering: (Week 70) 12-01-2013 Hitnotering: (Week 71 t/m 78) 22-06-2013 t/m 10-08-2013 Hitnotering: (Week 79 t/m 84) 24-08-2013 t/m 28-09-2013 Hitnotering: (Week 85 t/m 86) 12-10-2013 t/m 19-10-2013 Hitnotering: (Week 87) 04-01-2014 Hitnotering: (Week 88) 01-02-2014 Hitnotering: (Week 89 t/m 90) 01-03-2014 t/m 08-03-2014 Hitnotering: (Week 91) 14-06-2014 Hitnotering: (Week 92) 13-06-2015 Hitnotering: (Week 93) 25-07-2015 Hitnotering: (Week 94) 02-01-2016 | Hitnotering: (Week 1 t/m 43) 25-11-2000 t/m 15-09-2001 Hitnotering: (Week 44 t/m 46) 29-09-2001 t/m 13-10-2001 Hitnotering: (Week 47 t/m 50) 15-12-2001 t/m 12-01-2002 Hitnotering: (Week 51 t/m 54) 23-03-2002 t/m 13-04-2002 Hitnotering: (Week 55 t/m 58) 10-09-2011 t/m 01-10-2011 Hitnotering: (Week 59 t/m 62) 24-12-2011 t/m 14-01-2012 Hitnotering: (Week 63 t/m 67) 11-02-2012 t/m 10-03-2012 Hitnotering: (Week 68 t/m 69) 04-08-2012 t/m 11-08-2012 Hitnotering: (Week 70) 12-01-2013 Hitnotering: (Week 71 t/m 78) 22-06-2013 t/m 10-08-2013 Hitnotering: (Week 79 t/m 84) 24-08-2013 t/m 28-09-2013 Hitnotering: (Week 85 t/m 86) 12-10-2013 t/m 19-10-2013 Hitnotering: (Week 87) 04-01-2014 Hitnotering: (Week 88) 01-02-2014 Hitnotering: (Week 89 t/m 90) 01-03-2014 t/m 08-03-2014 Hitnotering: (Week 91) 14-06-2014 Hitnotering: (Week 92) 13-06-2015 Hitnotering: (Week 93) 25-07-2015 Hitnotering: (Week 94) 02-01-2016 | Hitnotering: (Week 1 t/m 43) 25-11-2000 t/m 15-09-2001 Hitnotering: (Week 44 t/m 46) 29-09-2001 t/m 13-10-2001 Hitnotering: (Week 47 t/m 50) 15-12-2001 t/m 12-01-2002 Hitnotering: (Week 51 t/m 54) 23-03-2002 t/m 13-04-2002 Hitnotering: (Week 55 t/m 58) 10-09-2011 t/m 01-10-2011 Hitnotering: (Week 59 t/m 62) 24-12-2011 t/m 14-01-2012 Hitnotering: (Week 63 t/m 67) 11-02-2012 t/m 10-03-2012 Hitnotering: (Week 68 t/m 69) 04-08-2012 t/m 11-08-2012 Hitnotering: (Week 70) 12-01-2013 Hitnotering: (Week 71 t/m 78) 22-06-2013 t/m 10-08-2013 Hitnotering: (Week 79 t/m 84) 24-08-2013 t/m 28-09-2013 Hitnotering: (Week 85 t/m 86) 12-10-2013 t/m 19-10-2013 Hitnotering: (Week 87) 04-01-2014 Hitnotering: (Week 88) 01-02-2014 Hitnotering: (Week 89 t/m 90) 01-03-2014 t/m 08-03-2014 Hitnotering: (Week 91) 14-06-2014 Hitnotering: (Week 92) 13-06-2015 Hitnotering: (Week 93) 25-07-2015 Hitnotering: (Week 94) 02-01-2016 | Hitnotering: (Week 1 t/m 43) 25-11-2000 t/m 15-09-2001 Hitnotering: (Week 44 t/m 46) 29-09-2001 t/m 13-10-2001 Hitnotering: (Week 47 t/m 50) 15-12-2001 t/m 12-01-2002 Hitnotering: (Week 51 t/m 54) 23-03-2002 t/m 13-04-2002 Hitnotering: (Week 55 t/m 58) 10-09-2011 t/m 01-10-2011 Hitnotering: (Week 59 t/m 62) 24-12-2011 t/m 14-01-2012 Hitnotering: (Week 63 t/m 67) 11-02-2012 t/m 10-03-2012 Hitnotering: (Week 68 t/m 69) 04-08-2012 t/m 11-08-2012 Hitnotering: (Week 70) 12-01-2013 Hitnotering: (Week 71 t/m 78) 22-06-2013 t/m 10-08-2013 Hitnotering: (Week 79 t/m 84) 24-08-2013 t/m 28-09-2013 Hitnotering: (Week 85 t/m 86) 12-10-2013 t/m 19-10-2013 Hitnotering: (Week 87) 04-01-2014 Hitnotering: (Week 88) 01-02-2014 Hitnotering: (Week 89 t/m 90) 01-03-2014 t/m 08-03-2014 Hitnotering: (Week 91) 14-06-2014 Hitnotering: (Week 92) 13-06-2015 Hitnotering: (Week 93) 25-07-2015 Hitnotering: (Week 94) 02-01-2016 | Hitnotering: (Week 1 t/m 43) 25-11-2000 t/m 15-09-2001 Hitnotering: (Week 44 t/m 46) 29-09-2001 t/m 13-10-2001 Hitnotering: (Week 47 t/m 50) 15-12-2001 t/m 12-01-2002 Hitnotering: (Week 51 t/m 54) 23-03-2002 t/m 13-04-2002 Hitnotering: (Week 55 t/m 58) 10-09-2011 t/m 01-10-2011 Hitnotering: (Week 59 t/m 62) 24-12-2011 t/m 14-01-2012 Hitnotering: (Week 63 t/m 67) 11-02-2012 t/m 10-03-2012 Hitnotering: (Week 68 t/m 69) 04-08-2012 t/m 11-08-2012 Hitnotering: (Week 70) 12-01-2013 Hitnotering: (Week 71 t/m 78) 22-06-2013 t/m 10-08-2013 Hitnotering: (Week 79 t/m 84) 24-08-2013 t/m 28-09-2013 Hitnotering: (Week 85 t/m 86) 12-10-2013 t/m 19-10-2013 Hitnotering: (Week 87) 04-01-2014 Hitnotering: (Week 88) 01-02-2014 Hitnotering: (Week 89 t/m 90) 01-03-2014 t/m 08-03-2014 Hitnotering: (Week 91) 14-06-2014 Hitnotering: (Week 92) 13-06-2015 Hitnotering: (Week 93) 25-07-2015 Hitnotering: (Week 94) 02-01-2016 | Hitnotering: (Week 1 t/m 43) 25-11-2000 t/m 15-09-2001 Hitnotering: (Week 44 t/m 46) 29-09-2001 t/m 13-10-2001 Hitnotering: (Week 47 t/m 50) 15-12-2001 t/m 12-01-2002 Hitnotering: (Week 51 t/m 54) 23-03-2002 t/m 13-04-2002 Hitnotering: (Week 55 t/m 58) 10-09-2011 t/m 01-10-2011 Hitnotering: (Week 59 t/m 62) 24-12-2011 t/m 14-01-2012 Hitnotering: (Week 63 t/m 67) 11-02-2012 t/m 10-03-2012 Hitnotering: (Week 68 t/m 69) 04-08-2012 t/m 11-08-2012 Hitnotering: (Week 70) 12-01-2013 Hitnotering: (Week 71 t/m 78) 22-06-2013 t/m 10-08-2013 Hitnotering: (Week 79 t/m 84) 24-08-2013 t/m 28-09-2013 Hitnotering: (Week 85 t/m 86) 12-10-2013 t/m 19-10-2013 Hitnotering: (Week 87) 04-01-2014 Hitnotering: (Week 88) 01-02-2014 Hitnotering: (Week 89 t/m 90) 01-03-2014 t/m 08-03-2014 Hitnotering: (Week 91) 14-06-2014 Hitnotering: (Week 92) 13-06-2015 Hitnotering: (Week 93) 25-07-2015 Hitnotering: (Week 94) 02-01-2016 | Hitnotering: (Week 1 t/m 43) 25-11-2000 t/m 15-09-2001 Hitnotering: (Week 44 t/m 46) 29-09-2001 t/m 13-10-2001 Hitnotering: (Week 47 t/m 50) 15-12-2001 t/m 12-01-2002 Hitnotering: (Week 51 t/m 54) 23-03-2002 t/m 13-04-2002 Hitnotering: (Week 55 t/m 58) 10-09-2011 t/m 01-10-2011 Hitnotering: (Week 59 t/m 62) 24-12-2011 t/m 14-01-2012 Hitnotering: (Week 63 t/m 67) 11-02-2012 t/m 10-03-2012 Hitnotering: (Week 68 t/m 69) 04-08-2012 t/m 11-08-2012 Hitnotering: (Week 70) 12-01-2013 Hitnotering: (Week 71 t/m 78) 22-06-2013 t/m 10-08-2013 Hitnotering: (Week 79 t/m 84) 24-08-2013 t/m 28-09-2013 Hitnotering: (Week 85 t/m 86) 12-10-2013 t/m 19-10-2013 Hitnotering: (Week 87) 04-01-2014 Hitnotering: (Week 88) 01-02-2014 Hitnotering: (Week 89 t/m 90) 01-03-2014 t/m 08-03-2014 Hitnotering: (Week 91) 14-06-2014 Hitnotering: (Week 92) 13-06-2015 Hitnotering: (Week 93) 25-07-2015 Hitnotering: (Week 94) 02-01-2016 | Hitnotering: (Week 1 t/m 43) 25-11-2000 t/m 15-09-2001 Hitnotering: (Week 44 t/m 46) 29-09-2001 t/m 13-10-2001 Hitnotering: (Week 47 t/m 50) 15-12-2001 t/m 12-01-2002 Hitnotering: (Week 51 t/m 54) 23-03-2002 t/m 13-04-2002 Hitnotering: (Week 55 t/m 58) 10-09-2011 t/m 01-10-2011 Hitnotering: (Week 59 t/m 62) 24-12-2011 t/m 14-01-2012 Hitnotering: (Week 63 t/m 67) 11-02-2012 t/m 10-03-2012 Hitnotering: (Week 68 t/m 69) 04-08-2012 t/m 11-08-2012 Hitnotering: (Week 70) 12-01-2013 Hitnotering: (Week 71 t/m 78) 22-06-2013 t/m 10-08-2013 Hitnotering: (Week 79 t/m 84) 24-08-2013 t/m 28-09-2013 Hitnotering: (Week 85 t/m 86) 12-10-2013 t/m 19-10-2013 Hitnotering: (Week 87) 04-01-2014 Hitnotering: (Week 88) 01-02-2014 Hitnotering: (Week 89 t/m 90) 01-03-2014 t/m 08-03-2014 Hitnotering: (Week 91) 14-06-2014 Hitnotering: (Week 92) 13-06-2015 Hitnotering: (Week 93) 25-07-2015 Hitnotering: (Week 94) 02-01-2016 | Hitnotering: (Week 1 t/m 43) 25-11-2000 t/m 15-09-2001 Hitnotering: (Week 44 t/m 46) 29-09-2001 t/m 13-10-2001 Hitnotering: (Week 47 t/m 50) 15-12-2001 t/m 12-01-2002 Hitnotering: (Week 51 t/m 54) 23-03-2002 t/m 13-04-2002 Hitnotering: (Week 55 t/m 58) 10-09-2011 t/m 01-10-2011 Hitnotering: (Week 59 t/m 62) 24-12-2011 t/m 14-01-2012 Hitnotering: (Week 63 t/m 67) 11-02-2012 t/m 10-03-2012 Hitnotering: (Week 68 t/m 69) 04-08-2012 t/m 11-08-2012 Hitnotering: (Week 70) 12-01-2013 Hitnotering: (Week 71 t/m 78) 22-06-2013 t/m 10-08-2013 Hitnotering: (Week 79 t/m 84) 24-08-2013 t/m 28-09-2013 Hitnotering: (Week 85 t/m 86) 12-10-2013 t/m 19-10-2013 Hitnotering: (Week 87) 04-01-2014 Hitnotering: (Week 88) 01-02-2014 Hitnotering: (Week 89 t/m 90) 01-03-2014 t/m 08-03-2014 Hitnotering: (Week 91) 14-06-2014 Hitnotering: (Week 92) 13-06-2015 Hitnotering: (Week 93) 25-07-2015 Hitnotering: (Week 94) 02-01-2016 | Hitnotering: (Week 1 t/m 43) 25-11-2000 t/m 15-09-2001 Hitnotering: (Week 44 t/m 46) 29-09-2001 t/m 13-10-2001 Hitnotering: (Week 47 t/m 50) 15-12-2001 t/m 12-01-2002 Hitnotering: (Week 51 t/m 54) 23-03-2002 t/m 13-04-2002 Hitnotering: (Week 55 t/m 58) 10-09-2011 t/m 01-10-2011 Hitnotering: (Week 59 t/m 62) 24-12-2011 t/m 14-01-2012 Hitnotering: (Week 63 t/m 67) 11-02-2012 t/m 10-03-2012 Hitnotering: (Week 68 t/m 69) 04-08-2012 t/m 11-08-2012 Hitnotering: (Week 70) 12-01-2013 Hitnotering: (Week 71 t/m 78) 22-06-2013 t/m 10-08-2013 Hitnotering: (Week 79 t/m 84) 24-08-2013 t/m 28-09-2013 Hitnotering: (Week 85 t/m 86) 12-10-2013 t/m 19-10-2013 Hitnotering: (Week 87) 04-01-2014 Hitnotering: (Week 88) 01-02-2014 Hitnotering: (Week 89 t/m 90) 01-03-2014 t/m 08-03-2014 Hitnotering: (Week 91) 14-06-2014 Hitnotering: (Week 92) 13-06-2015 Hitnotering: (Week 93) 25-07-2015 Hitnotering: (Week 94) 02-01-2016 | Hitnotering: (Week 1 t/m 43) 25-11-2000 t/m 15-09-2001 Hitnotering: (Week 44 t/m 46) 29-09-2001 t/m 13-10-2001 Hitnotering: (Week 47 t/m 50) 15-12-2001 t/m 12-01-2002 Hitnotering: (Week 51 t/m 54) 23-03-2002 t/m 13-04-2002 Hitnotering: (Week 55 t/m 58) 10-09-2011 t/m 01-10-2011 Hitnotering: (Week 59 t/m 62) 24-12-2011 t/m 14-01-2012 Hitnotering: (Week 63 t/m 67) 11-02-2012 t/m 10-03-2012 Hitnotering: (Week 68 t/m 69) 04-08-2012 t/m 11-08-2012 Hitnotering: (Week 70) 12-01-2013 Hitnotering: (Week 71 t/m 78) 22-06-2013 t/m 10-08-2013 Hitnotering: (Week 79 t/m 84) 24-08-2013 t/m 28-09-2013 Hitnotering: (Week 85 t/m 86) 12-10-2013 t/m 19-10-2013 Hitnotering: (Week 87) 04-01-2014 Hitnotering: (Week 88) 01-02-2014 Hitnotering: (Week 89 t/m 90) 01-03-2014 t/m 08-03-2014 Hitnotering: (Week 91) 14-06-2014 Hitnotering: (Week 92) 13-06-2015 Hitnotering: (Week 93) 25-07-2015 Hitnotering: (Week 94) 02-01-2016 | Hitnotering: (Week 1 t/m 43) 25-11-2000 t/m 15-09-2001 Hitnotering: (Week 44 t/m 46) 29-09-2001 t/m 13-10-2001 Hitnotering: (Week 47 t/m 50) 15-12-2001 t/m 12-01-2002 Hitnotering: (Week 51 t/m 54) 23-03-2002 t/m 13-04-2002 Hitnotering: (Week 55 t/m 58) 10-09-2011 t/m 01-10-2011 Hitnotering: (Week 59 t/m 62) 24-12-2011 t/m 14-01-2012 Hitnotering: (Week 63 t/m 67) 11-02-2012 t/m 10-03-2012 Hitnotering: (Week 68 t/m 69) 04-08-2012 t/m 11-08-2012 Hitnotering: (Week 70) 12-01-2013 Hitnotering: (Week 71 t/m 78) 22-06-2013 t/m 10-08-2013 Hitnotering: (Week 79 t/m 84) 24-08-2013 t/m 28-09-2013 Hitnotering: (Week 85 t/m 86) 12-10-2013 t/m 19-10-2013 Hitnotering: (Week 87) 04-01-2014 Hitnotering: (Week 88) 01-02-2014 Hitnotering: (Week 89 t/m 90) 01-03-2014 t/m 08-03-2014 Hitnotering: (Week 91) 14-06-2014 Hitnotering: (Week 92) 13-06-2015 Hitnotering: (Week 93) 25-07-2015 Hitnotering: (Week 94) 02-01-2016 | Hitnotering: (Week 1 t/m 43) 25-11-2000 t/m 15-09-2001 Hitnotering: (Week 44 t/m 46) 29-09-2001 t/m 13-10-2001 Hitnotering: (Week 47 t/m 50) 15-12-2001 t/m 12-01-2002 Hitnotering: (Week 51 t/m 54) 23-03-2002 t/m 13-04-2002 Hitnotering: (Week 55 t/m 58) 10-09-2011 t/m 01-10-2011 Hitnotering: (Week 59 t/m 62) 24-12-2011 t/m 14-01-2012 Hitnotering: (Week 63 t/m 67) 11-02-2012 t/m 10-03-2012 Hitnotering: (Week 68 t/m 69) 04-08-2012 t/m 11-08-2012 Hitnotering: (Week 70) 12-01-2013 Hitnotering: (Week 71 t/m 78) 22-06-2013 t/m 10-08-2013 Hitnotering: (Week 79 t/m 84) 24-08-2013 t/m 28-09-2013 Hitnotering: (Week 85 t/m 86) 12-10-2013 t/m 19-10-2013 Hitnotering: (Week 87) 04-01-2014 Hitnotering: (Week 88) 01-02-2014 Hitnotering: (Week 89 t/m 90) 01-03-2014 t/m 08-03-2014 Hitnotering: (Week 91) 14-06-2014 Hitnotering: (Week 92) 13-06-2015 Hitnotering: (Week 93) 25-07-2015 Hitnotering: (Week 94) 02-01-2016 | Hitnotering: (Week 1 t/m 43) 25-11-2000 t/m 15-09-2001 Hitnotering: (Week 44 t/m 46) 29-09-2001 t/m 13-10-2001 Hitnotering: (Week 47 t/m 50) 15-12-2001 t/m 12-01-2002 Hitnotering: (Week 51 t/m 54) 23-03-2002 t/m 13-04-2002 Hitnotering: (Week 55 t/m 58) 10-09-2011 t/m 01-10-2011 Hitnotering: (Week 59 t/m 62) 24-12-2011 t/m 14-01-2012 Hitnotering: (Week 63 t/m 67) 11-02-2012 t/m 10-03-2012 Hitnotering: (Week 68 t/m 69) 04-08-2012 t/m 11-08-2012 Hitnotering: (Week 70) 12-01-2013 Hitnotering: (Week 71 t/m 78) 22-06-2013 t/m 10-08-2013 Hitnotering: (Week 79 t/m 84) 24-08-2013 t/m 28-09-2013 Hitnotering: (Week 85 t/m 86) 12-10-2013 t/m 19-10-2013 Hitnotering: (Week 87) 04-01-2014 Hitnotering: (Week 88) 01-02-2014 Hitnotering: (Week 89 t/m 90) 01-03-2014 t/m 08-03-2014 Hitnotering: (Week 91) 14-06-2014 Hitnotering: (Week 92) 13-06-2015 Hitnotering: (Week 93) 25-07-2015 Hitnotering: (Week 94) 02-01-2016 | Hitnotering: (Week 1 t/m 43) 25-11-2000 t/m 15-09-2001 Hitnotering: (Week 44 t/m 46) 29-09-2001 t/m 13-10-2001 Hitnotering: (Week 47 t/m 50) 15-12-2001 t/m 12-01-2002 Hitnotering: (Week 51 t/m 54) 23-03-2002 t/m 13-04-2002 Hitnotering: (Week 55 t/m 58) 10-09-2011 t/m 01-10-2011 Hitnotering: (Week 59 t/m 62) 24-12-2011 t/m 14-01-2012 Hitnotering: (Week 63 t/m 67) 11-02-2012 t/m 10-03-2012 Hitnotering: (Week 68 t/m 69) 04-08-2012 t/m 11-08-2012 Hitnotering: (Week 70) 12-01-2013 Hitnotering: (Week 71 t/m 78) 22-06-2013 t/m 10-08-2013 Hitnotering: (Week 79 t/m 84) 24-08-2013 t/m 28-09-2013 Hitnotering: (Week 85 t/m 86) 12-10-2013 t/m 19-10-2013 Hitnotering: (Week 87) 04-01-2014 Hitnotering: (Week 88) 01-02-2014 Hitnotering: (Week 89 t/m 90) 01-03-2014 t/m 08-03-2014 Hitnotering: (Week 91) 14-06-2014 Hitnotering: (Week 92) 13-06-2015 Hitnotering: (Week 93) 25-07-2015 Hitnotering: (Week 94) 02-01-2016 | Hitnotering: (Week 1 t/m 43) 25-11-2000 t/m 15-09-2001 Hitnotering: (Week 44 t/m 46) 29-09-2001 t/m 13-10-2001 Hitnotering: (Week 47 t/m 50) 15-12-2001 t/m 12-01-2002 Hitnotering: (Week 51 t/m 54) 23-03-2002 t/m 13-04-2002 Hitnotering: (Week 55 t/m 58) 10-09-2011 t/m 01-10-2011 Hitnotering: (Week 59 t/m 62) 24-12-2011 t/m 14-01-2012 Hitnotering: (Week 63 t/m 67) 11-02-2012 t/m 10-03-2012 Hitnotering: (Week 68 t/m 69) 04-08-2012 t/m 11-08-2012 Hitnotering: (Week 70) 12-01-2013 Hitnotering: (Week 71 t/m 78) 22-06-2013 t/m 10-08-2013 Hitnotering: (Week 79 t/m 84) 24-08-2013 t/m 28-09-2013 Hitnotering: (Week 85 t/m 86) 12-10-2013 t/m 19-10-2013 Hitnotering: (Week 87) 04-01-2014 Hitnotering: (Week 88) 01-02-2014 Hitnotering: (Week 89 t/m 90) 01-03-2014 t/m 08-03-2014 Hitnotering: (Week 91) 14-06-2014 Hitnotering: (Week 92) 13-06-2015 Hitnotering: (Week 93) 25-07-2015 Hitnotering: (Week 94) 02-01-2016 | Hitnotering: (Week 1 t/m 43) 25-11-2000 t/m 15-09-2001 Hitnotering: (Week 44 t/m 46) 29-09-2001 t/m 13-10-2001 Hitnotering: (Week 47 t/m 50) 15-12-2001 t/m 12-01-2002 Hitnotering: (Week 51 t/m 54) 23-03-2002 t/m 13-04-2002 Hitnotering: (Week 55 t/m 58) 10-09-2011 t/m 01-10-2011 Hitnotering: (Week 59 t/m 62) 24-12-2011 t/m 14-01-2012 Hitnotering: (Week 63 t/m 67) 11-02-2012 t/m 10-03-2012 Hitnotering: (Week 68 t/m 69) 04-08-2012 t/m 11-08-2012 Hitnotering: (Week 70) 12-01-2013 Hitnotering: (Week 71 t/m 78) 22-06-2013 t/m 10-08-2013 Hitnotering: (Week 79 t/m 84) 24-08-2013 t/m 28-09-2013 Hitnotering: (Week 85 t/m 86) 12-10-2013 t/m 19-10-2013 Hitnotering: (Week 87) 04-01-2014 Hitnotering: (Week 88) 01-02-2014 Hitnotering: (Week 89 t/m 90) 01-03-2014 t/m 08-03-2014 Hitnotering: (Week 91) 14-06-2014 Hitnotering: (Week 92) 13-06-2015 Hitnotering: (Week 93) 25-07-2015 Hitnotering: (Week 94) 02-01-2016 |
| Week: | 1 | 2 | 3 | 4 | 5 | 6 | 7 | 8 | 9 | 10 | 11 | 12 | 13 | 14 | 15 | 16 | 17 | 18 | 19 | 20 |
| --- | --- | --- | --- | --- | --- | --- | --- | --- | --- | --- | --- | --- | --- | --- | --- | --- | --- | --- | --- | --- |
| Positie: | 22 | 3 | 1 | 2 | 2 | 2 | 2 | 2 | 5 | 7 | 9 | 13 | 9 | 11 | 15 | 15 | 5 | 6 | 14 | 27 |
| Week: | 21 | 22 | 23 | 24 | 25 | 26 | 27 | 28 | 29 | 30 | 31 | 32 | 33 | 34 | 35 | 36 | 37 | 38 | 39 | 40 |
| Positie: | 28 | 33 | 36 | 51 | 51 | 16 | 17 | 28 | 39 | 41 | 13 | 18 | 49 | 88 | 88 | 87 | 86 | 86 | 90 | 89 |
| Week: | 41 | 42 | 43 | | 44 | 45 | 46 | | 47 | 48 | 49 | 50 | | 51 | 52 | 53 | 54 | | 55 | 56 |
| Positie: | 82 | 91 | 91 | uit | 53 | 60 | 95 | uit | 97 | 97 | 81 | 86 | uit | 92 | 76 | 86 | 99 | uit | 5 | 8 |
| Week: | 57 | 58 | | 59 | 60 | 61 | 62 | | 63 | 64 | 65 | 66 | 67 | | 68 | 69 | | 70 | | 71 |
| Positie: | 25 | 92 | uit | 76 | 69 | 74 | 80 | uit | 66 | 52 | 61 | 65 | 96 | uit | 77 | 79 | uit | 97 | uit | 88 |
| Week: | 72 | 73 | 74 | 75 | 76 | 77 | 78 | | 79 | 80 | 81 | 82 | 83 | 84 | | 85 | 86 | | 87 | |
| Positie: | 27 | 29 | 58 | 61 | 75 | 76 | 77 | uit | 93 | 4 | 8 | 20 | 52 | 63 | uit | 88 | 93 | uit | 83 | uit |
| Week: | 88 | | 89 | 90 | | 91 | | 92 | | 93 | | 94 | | | | | | | | |
| Positie: | 98 | uit | 87 | 98 | uit | 95 | uit | 96 | uit | 74 | uit | 17 | uit | | | | | | | |

### VlaamseUltratop 100Albums
| Hitnotering: (Week 1 t/m 20) 25-11-2000 t/m 07-04-2001 Hitnotering: (Week 21 t/m 29) 02-05-2009 t/m 27-06-2009 Hitnotering: (Week 30) 11-07-2009 Hitnotering: (Week 31 t/m 32) 25-07-2009 t/m 01-08-2009 Hitnotering: (Week 33 t/m 35) 15-08-2009 t/m 29-08-2009 Hitnotering: (Week 36 t/m 38) 19-09-2009 t/m 03-10-2009 Hitnotering: (Week 39 t/m 43) 10-09-2011 t/m 15-10-2011 Hitnotering: (Week 44 t/m 48) 31-12-2011 t/m 28-01-2012 Hitnotering: (Week 49 t/m 51) 18-02-2012 t/m 03-03-2012 Hitnotering: (Week 52 t/m) 19-05-2012 t/m | Hitnotering: (Week 1 t/m 20) 25-11-2000 t/m 07-04-2001 Hitnotering: (Week 21 t/m 29) 02-05-2009 t/m 27-06-2009 Hitnotering: (Week 30) 11-07-2009 Hitnotering: (Week 31 t/m 32) 25-07-2009 t/m 01-08-2009 Hitnotering: (Week 33 t/m 35) 15-08-2009 t/m 29-08-2009 Hitnotering: (Week 36 t/m 38) 19-09-2009 t/m 03-10-2009 Hitnotering: (Week 39 t/m 43) 10-09-2011 t/m 15-10-2011 Hitnotering: (Week 44 t/m 48) 31-12-2011 t/m 28-01-2012 Hitnotering: (Week 49 t/m 51) 18-02-2012 t/m 03-03-2012 Hitnotering: (Week 52 t/m) 19-05-2012 t/m | Hitnotering: (Week 1 t/m 20) 25-11-2000 t/m 07-04-2001 Hitnotering: (Week 21 t/m 29) 02-05-2009 t/m 27-06-2009 Hitnotering: (Week 30) 11-07-2009 Hitnotering: (Week 31 t/m 32) 25-07-2009 t/m 01-08-2009 Hitnotering: (Week 33 t/m 35) 15-08-2009 t/m 29-08-2009 Hitnotering: (Week 36 t/m 38) 19-09-2009 t/m 03-10-2009 Hitnotering: (Week 39 t/m 43) 10-09-2011 t/m 15-10-2011 Hitnotering: (Week 44 t/m 48) 31-12-2011 t/m 28-01-2012 Hitnotering: (Week 49 t/m 51) 18-02-2012 t/m 03-03-2012 Hitnotering: (Week 52 t/m) 19-05-2012 t/m | Hitnotering: (Week 1 t/m 20) 25-11-2000 t/m 07-04-2001 Hitnotering: (Week 21 t/m 29) 02-05-2009 t/m 27-06-2009 Hitnotering: (Week 30) 11-07-2009 Hitnotering: (Week 31 t/m 32) 25-07-2009 t/m 01-08-2009 Hitnotering: (Week 33 t/m 35) 15-08-2009 t/m 29-08-2009 Hitnotering: (Week 36 t/m 38) 19-09-2009 t/m 03-10-2009 Hitnotering: (Week 39 t/m 43) 10-09-2011 t/m 15-10-2011 Hitnotering: (Week 44 t/m 48) 31-12-2011 t/m 28-01-2012 Hitnotering: (Week 49 t/m 51) 18-02-2012 t/m 03-03-2012 Hitnotering: (Week 52 t/m) 19-05-2012 t/m | Hitnotering: (Week 1 t/m 20) 25-11-2000 t/m 07-04-2001 Hitnotering: (Week 21 t/m 29) 02-05-2009 t/m 27-06-2009 Hitnotering: (Week 30) 11-07-2009 Hitnotering: (Week 31 t/m 32) 25-07-2009 t/m 01-08-2009 Hitnotering: (Week 33 t/m 35) 15-08-2009 t/m 29-08-2009 Hitnotering: (Week 36 t/m 38) 19-09-2009 t/m 03-10-2009 Hitnotering: (Week 39 t/m 43) 10-09-2011 t/m 15-10-2011 Hitnotering: (Week 44 t/m 48) 31-12-2011 t/m 28-01-2012 Hitnotering: (Week 49 t/m 51) 18-02-2012 t/m 03-03-2012 Hitnotering: (Week 52 t/m) 19-05-2012 t/m | Hitnotering: (Week 1 t/m 20) 25-11-2000 t/m 07-04-2001 Hitnotering: (Week 21 t/m 29) 02-05-2009 t/m 27-06-2009 Hitnotering: (Week 30) 11-07-2009 Hitnotering: (Week 31 t/m 32) 25-07-2009 t/m 01-08-2009 Hitnotering: (Week 33 t/m 35) 15-08-2009 t/m 29-08-2009 Hitnotering: (Week 36 t/m 38) 19-09-2009 t/m 03-10-2009 Hitnotering: (Week 39 t/m 43) 10-09-2011 t/m 15-10-2011 Hitnotering: (Week 44 t/m 48) 31-12-2011 t/m 28-01-2012 Hitnotering: (Week 49 t/m 51) 18-02-2012 t/m 03-03-2012 Hitnotering: (Week 52 t/m) 19-05-2012 t/m | Hitnotering: (Week 1 t/m 20) 25-11-2000 t/m 07-04-2001 Hitnotering: (Week 21 t/m 29) 02-05-2009 t/m 27-06-2009 Hitnotering: (Week 30) 11-07-2009 Hitnotering: (Week 31 t/m 32) 25-07-2009 t/m 01-08-2009 Hitnotering: (Week 33 t/m 35) 15-08-2009 t/m 29-08-2009 Hitnotering: (Week 36 t/m 38) 19-09-2009 t/m 03-10-2009 Hitnotering: (Week 39 t/m 43) 10-09-2011 t/m 15-10-2011 Hitnotering: (Week 44 t/m 48) 31-12-2011 t/m 28-01-2012 Hitnotering: (Week 49 t/m 51) 18-02-2012 t/m 03-03-2012 Hitnotering: (Week 52 t/m) 19-05-2012 t/m | Hitnotering: (Week 1 t/m 20) 25-11-2000 t/m 07-04-2001 Hitnotering: (Week 21 t/m 29) 02-05-2009 t/m 27-06-2009 Hitnotering: (Week 30) 11-07-2009 Hitnotering: (Week 31 t/m 32) 25-07-2009 t/m 01-08-2009 Hitnotering: (Week 33 t/m 35) 15-08-2009 t/m 29-08-2009 Hitnotering: (Week 36 t/m 38) 19-09-2009 t/m 03-10-2009 Hitnotering: (Week 39 t/m 43) 10-09-2011 t/m 15-10-2011 Hitnotering: (Week 44 t/m 48) 31-12-2011 t/m 28-01-2012 Hitnotering: (Week 49 t/m 51) 18-02-2012 t/m 03-03-2012 Hitnotering: (Week 52 t/m) 19-05-2012 t/m | Hitnotering: (Week 1 t/m 20) 25-11-2000 t/m 07-04-2001 Hitnotering: (Week 21 t/m 29) 02-05-2009 t/m 27-06-2009 Hitnotering: (Week 30) 11-07-2009 Hitnotering: (Week 31 t/m 32) 25-07-2009 t/m 01-08-2009 Hitnotering: (Week 33 t/m 35) 15-08-2009 t/m 29-08-2009 Hitnotering: (Week 36 t/m 38) 19-09-2009 t/m 03-10-2009 Hitnotering: (Week 39 t/m 43) 10-09-2011 t/m 15-10-2011 Hitnotering: (Week 44 t/m 48) 31-12-2011 t/m 28-01-2012 Hitnotering: (Week 49 t/m 51) 18-02-2012 t/m 03-03-2012 Hitnotering: (Week 52 t/m) 19-05-2012 t/m | Hitnotering: (Week 1 t/m 20) 25-11-2000 t/m 07-04-2001 Hitnotering: (Week 21 t/m 29) 02-05-2009 t/m 27-06-2009 Hitnotering: (Week 30) 11-07-2009 Hitnotering: (Week 31 t/m 32) 25-07-2009 t/m 01-08-2009 Hitnotering: (Week 33 t/m 35) 15-08-2009 t/m 29-08-2009 Hitnotering: (Week 36 t/m 38) 19-09-2009 t/m 03-10-2009 Hitnotering: (Week 39 t/m 43) 10-09-2011 t/m 15-10-2011 Hitnotering: (Week 44 t/m 48) 31-12-2011 t/m 28-01-2012 Hitnotering: (Week 49 t/m 51) 18-02-2012 t/m 03-03-2012 Hitnotering: (Week 52 t/m) 19-05-2012 t/m | Hitnotering: (Week 1 t/m 20) 25-11-2000 t/m 07-04-2001 Hitnotering: (Week 21 t/m 29) 02-05-2009 t/m 27-06-2009 Hitnotering: (Week 30) 11-07-2009 Hitnotering: (Week 31 t/m 32) 25-07-2009 t/m 01-08-2009 Hitnotering: (Week 33 t/m 35) 15-08-2009 t/m 29-08-2009 Hitnotering: (Week 36 t/m 38) 19-09-2009 t/m 03-10-2009 Hitnotering: (Week 39 t/m 43) 10-09-2011 t/m 15-10-2011 Hitnotering: (Week 44 t/m 48) 31-12-2011 t/m 28-01-2012 Hitnotering: (Week 49 t/m 51) 18-02-2012 t/m 03-03-2012 Hitnotering: (Week 52 t/m) 19-05-2012 t/m | Hitnotering: (Week 1 t/m 20) 25-11-2000 t/m 07-04-2001 Hitnotering: (Week 21 t/m 29) 02-05-2009 t/m 27-06-2009 Hitnotering: (Week 30) 11-07-2009 Hitnotering: (Week 31 t/m 32) 25-07-2009 t/m 01-08-2009 Hitnotering: (Week 33 t/m 35) 15-08-2009 t/m 29-08-2009 Hitnotering: (Week 36 t/m 38) 19-09-2009 t/m 03-10-2009 Hitnotering: (Week 39 t/m 43) 10-09-2011 t/m 15-10-2011 Hitnotering: (Week 44 t/m 48) 31-12-2011 t/m 28-01-2012 Hitnotering: (Week 49 t/m 51) 18-02-2012 t/m 03-03-2012 Hitnotering: (Week 52 t/m) 19-05-2012 t/m | Hitnotering: (Week 1 t/m 20) 25-11-2000 t/m 07-04-2001 Hitnotering: (Week 21 t/m 29) 02-05-2009 t/m 27-06-2009 Hitnotering: (Week 30) 11-07-2009 Hitnotering: (Week 31 t/m 32) 25-07-2009 t/m 01-08-2009 Hitnotering: (Week 33 t/m 35) 15-08-2009 t/m 29-08-2009 Hitnotering: (Week 36 t/m 38) 19-09-2009 t/m 03-10-2009 Hitnotering: (Week 39 t/m 43) 10-09-2011 t/m 15-10-2011 Hitnotering: (Week 44 t/m 48) 31-12-2011 t/m 28-01-2012 Hitnotering: (Week 49 t/m 51) 18-02-2012 t/m 03-03-2012 Hitnotering: (Week 52 t/m) 19-05-2012 t/m | Hitnotering: (Week 1 t/m 20) 25-11-2000 t/m 07-04-2001 Hitnotering: (Week 21 t/m 29) 02-05-2009 t/m 27-06-2009 Hitnotering: (Week 30) 11-07-2009 Hitnotering: (Week 31 t/m 32) 25-07-2009 t/m 01-08-2009 Hitnotering: (Week 33 t/m 35) 15-08-2009 t/m 29-08-2009 Hitnotering: (Week 36 t/m 38) 19-09-2009 t/m 03-10-2009 Hitnotering: (Week 39 t/m 43) 10-09-2011 t/m 15-10-2011 Hitnotering: (Week 44 t/m 48) 31-12-2011 t/m 28-01-2012 Hitnotering: (Week 49 t/m 51) 18-02-2012 t/m 03-03-2012 Hitnotering: (Week 52 t/m) 19-05-2012 t/m | Hitnotering: (Week 1 t/m 20) 25-11-2000 t/m 07-04-2001 Hitnotering: (Week 21 t/m 29) 02-05-2009 t/m 27-06-2009 Hitnotering: (Week 30) 11-07-2009 Hitnotering: (Week 31 t/m 32) 25-07-2009 t/m 01-08-2009 Hitnotering: (Week 33 t/m 35) 15-08-2009 t/m 29-08-2009 Hitnotering: (Week 36 t/m 38) 19-09-2009 t/m 03-10-2009 Hitnotering: (Week 39 t/m 43) 10-09-2011 t/m 15-10-2011 Hitnotering: (Week 44 t/m 48) 31-12-2011 t/m 28-01-2012 Hitnotering: (Week 49 t/m 51) 18-02-2012 t/m 03-03-2012 Hitnotering: (Week 52 t/m) 19-05-2012 t/m | Hitnotering: (Week 1 t/m 20) 25-11-2000 t/m 07-04-2001 Hitnotering: (Week 21 t/m 29) 02-05-2009 t/m 27-06-2009 Hitnotering: (Week 30) 11-07-2009 Hitnotering: (Week 31 t/m 32) 25-07-2009 t/m 01-08-2009 Hitnotering: (Week 33 t/m 35) 15-08-2009 t/m 29-08-2009 Hitnotering: (Week 36 t/m 38) 19-09-2009 t/m 03-10-2009 Hitnotering: (Week 39 t/m 43) 10-09-2011 t/m 15-10-2011 Hitnotering: (Week 44 t/m 48) 31-12-2011 t/m 28-01-2012 Hitnotering: (Week 49 t/m 51) 18-02-2012 t/m 03-03-2012 Hitnotering: (Week 52 t/m) 19-05-2012 t/m | Hitnotering: (Week 1 t/m 20) 25-11-2000 t/m 07-04-2001 Hitnotering: (Week 21 t/m 29) 02-05-2009 t/m 27-06-2009 Hitnotering: (Week 30) 11-07-2009 Hitnotering: (Week 31 t/m 32) 25-07-2009 t/m 01-08-2009 Hitnotering: (Week 33 t/m 35) 15-08-2009 t/m 29-08-2009 Hitnotering: (Week 36 t/m 38) 19-09-2009 t/m 03-10-2009 Hitnotering: (Week 39 t/m 43) 10-09-2011 t/m 15-10-2011 Hitnotering: (Week 44 t/m 48) 31-12-2011 t/m 28-01-2012 Hitnotering: (Week 49 t/m 51) 18-02-2012 t/m 03-03-2012 Hitnotering: (Week 52 t/m) 19-05-2012 t/m | Hitnotering: (Week 1 t/m 20) 25-11-2000 t/m 07-04-2001 Hitnotering: (Week 21 t/m 29) 02-05-2009 t/m 27-06-2009 Hitnotering: (Week 30) 11-07-2009 Hitnotering: (Week 31 t/m 32) 25-07-2009 t/m 01-08-2009 Hitnotering: (Week 33 t/m 35) 15-08-2009 t/m 29-08-2009 Hitnotering: (Week 36 t/m 38) 19-09-2009 t/m 03-10-2009 Hitnotering: (Week 39 t/m 43) 10-09-2011 t/m 15-10-2011 Hitnotering: (Week 44 t/m 48) 31-12-2011 t/m 28-01-2012 Hitnotering: (Week 49 t/m 51) 18-02-2012 t/m 03-03-2012 Hitnotering: (Week 52 t/m) 19-05-2012 t/m | Hitnotering: (Week 1 t/m 20) 25-11-2000 t/m 07-04-2001 Hitnotering: (Week 21 t/m 29) 02-05-2009 t/m 27-06-2009 Hitnotering: (Week 30) 11-07-2009 Hitnotering: (Week 31 t/m 32) 25-07-2009 t/m 01-08-2009 Hitnotering: (Week 33 t/m 35) 15-08-2009 t/m 29-08-2009 Hitnotering: (Week 36 t/m 38) 19-09-2009 t/m 03-10-2009 Hitnotering: (Week 39 t/m 43) 10-09-2011 t/m 15-10-2011 Hitnotering: (Week 44 t/m 48) 31-12-2011 t/m 28-01-2012 Hitnotering: (Week 49 t/m 51) 18-02-2012 t/m 03-03-2012 Hitnotering: (Week 52 t/m) 19-05-2012 t/m | Hitnotering: (Week 1 t/m 20) 25-11-2000 t/m 07-04-2001 Hitnotering: (Week 21 t/m 29) 02-05-2009 t/m 27-06-2009 Hitnotering: (Week 30) 11-07-2009 Hitnotering: (Week 31 t/m 32) 25-07-2009 t/m 01-08-2009 Hitnotering: (Week 33 t/m 35) 15-08-2009 t/m 29-08-2009 Hitnotering: (Week 36 t/m 38) 19-09-2009 t/m 03-10-2009 Hitnotering: (Week 39 t/m 43) 10-09-2011 t/m 15-10-2011 Hitnotering: (Week 44 t/m 48) 31-12-2011 t/m 28-01-2012 Hitnotering: (Week 49 t/m 51) 18-02-2012 t/m 03-03-2012 Hitnotering: (Week 52 t/m) 19-05-2012 t/m | Hitnotering: (Week 1 t/m 20) 25-11-2000 t/m 07-04-2001 Hitnotering: (Week 21 t/m 29) 02-05-2009 t/m 27-06-2009 Hitnotering: (Week 30) 11-07-2009 Hitnotering: (Week 31 t/m 32) 25-07-2009 t/m 01-08-2009 Hitnotering: (Week 33 t/m 35) 15-08-2009 t/m 29-08-2009 Hitnotering: (Week 36 t/m 38) 19-09-2009 t/m 03-10-2009 Hitnotering: (Week 39 t/m 43) 10-09-2011 t/m 15-10-2011 Hitnotering: (Week 44 t/m 48) 31-12-2011 t/m 28-01-2012 Hitnotering: (Week 49 t/m 51) 18-02-2012 t/m 03-03-2012 Hitnotering: (Week 52 t/m) 19-05-2012 t/m |
| Week: | 1 | 2 | 3 | 4 | 5 | 6 | 7 | 8 | 9 | 10 | 11 | 12 | 13 | 14 | 15 | 16 | 17 | 18 | 19 | 20 |
| --- | --- | --- | --- | --- | --- | --- | --- | --- | --- | --- | --- | --- | --- | --- | --- | --- | --- | --- | --- | --- |
| Positie: | 4 | 1 | 2 | 2 | 2 | 3 | 3 | 3 | 4 | 3 | 6 | 7 | 8 | 15 | 12 | 24 | 31 | 31 | 33 | 44 |
| Week: | | 21 | 22 | 23 | 24 | 25 | 26 | 27 | 28 | 29 | | 30 | | 31 | 32 | | 33 | 34 | 35 | |
| Positie: | uit | 67 | 41 | 48 | 46 | 37 | 57 | 46 | 53 | 56 | uit | 79 | uit | 78 | 93 | uit | 100 | 98 | 61 | uit |
| Week: | 36 | 37 | 38 | | 39 | 40 | 41 | 42 | 43 | | 44 | 45 | 46 | 47 | 48 | | 49 | 50 | 51 | |
| Positie: | 86 | 71 | 85 | uit | 18 | 12 | 23 | 58 | 82 | uit | 80 | 87 | 65 | 100 | 89 | uit | 83 | 68 | 74 | uit |
| Week: | 52 | 53 | 54 | 55 | 56 | 57 | 58 | 59 | 60 | 61 | 62 | 63 | 64 | 65 | 66 | 67 | 68 | 69 | 70 | 71 |
| Positie: | 175 | 135 | 162 | 136 | 159 | | | | | | | | | | | | | | | |